# Сингх, Мухбайн
Мухбайн Сингх (англ. Mukhbain Singh, 12 декабря 1944, Шатабгарх, Британская Индия) — индийский хоккеист (хоккей на траве), защитник, бронзовый призёр летних Олимпийских игр 1972 года.

## Биография
Мухбайн Сингх родился 12 декабря 1944 года в индийской деревне Шатабгарх в восточном Пенджабе.
В 1947 году после разделения Британской Индии на Индию и Пакистан вместе с семьёй перебрался в Гурдаспур.
Начал заниматься хоккеем на траве в детстве. Играл за сборную школы Гуру Нанака Халса в Батале, сборные округа и Пенджаба.
С 1965 года работал ассистентом инспектора Индийской железной дороги, выступал за её хоккейную команду.
9 февраля 1965 года дебютировал в сборной Индии в матче с Японией в Амритсаре.
В 1970 году в составе сборной Индии завоевал серебряную медаль хоккейного турнира летних Азиатских игр в Бангкоке.
В 1972 году вошёл в состав сборной Индии по хоккею на траве на Олимпийских играх в Мюнхене и завоевал бронзовую медаль. Играл на позиции защитника, провёл 9 матчей, забил 9 мячей (по три в ворота сборных Великобритании и Австралии, два — Кении, один — Нидерландам). Был вице-капитаном команды.
После Олимпиады за сборную Индии не играл. По мнению самого Мухбайна Сингха, это происходило из-за его клубной принадлежности: президент Индийской хоккейной федерации Ашани Кумар хотел, чтобы в сборной было больше игроков из полиции Пенджаба, но Сингх не захотел переходить туда.
В 1973 году признан лучшим спортсменом Индийских железных дорог.
В 2008 году награждён премией Дхиана Чанда.